# Daniel de la Vierge-Marie
Daniel de la Vierge-Marie (1615-1678), dont le nom a été latinisé en Daniel a Virgine Maria, est un carme flamand, auteur d'opuscules spirituels en flamand et en latin, mais surtout historien et hagiographe de son ordre, au sein de la Réforme de Touraine.

## Biographie

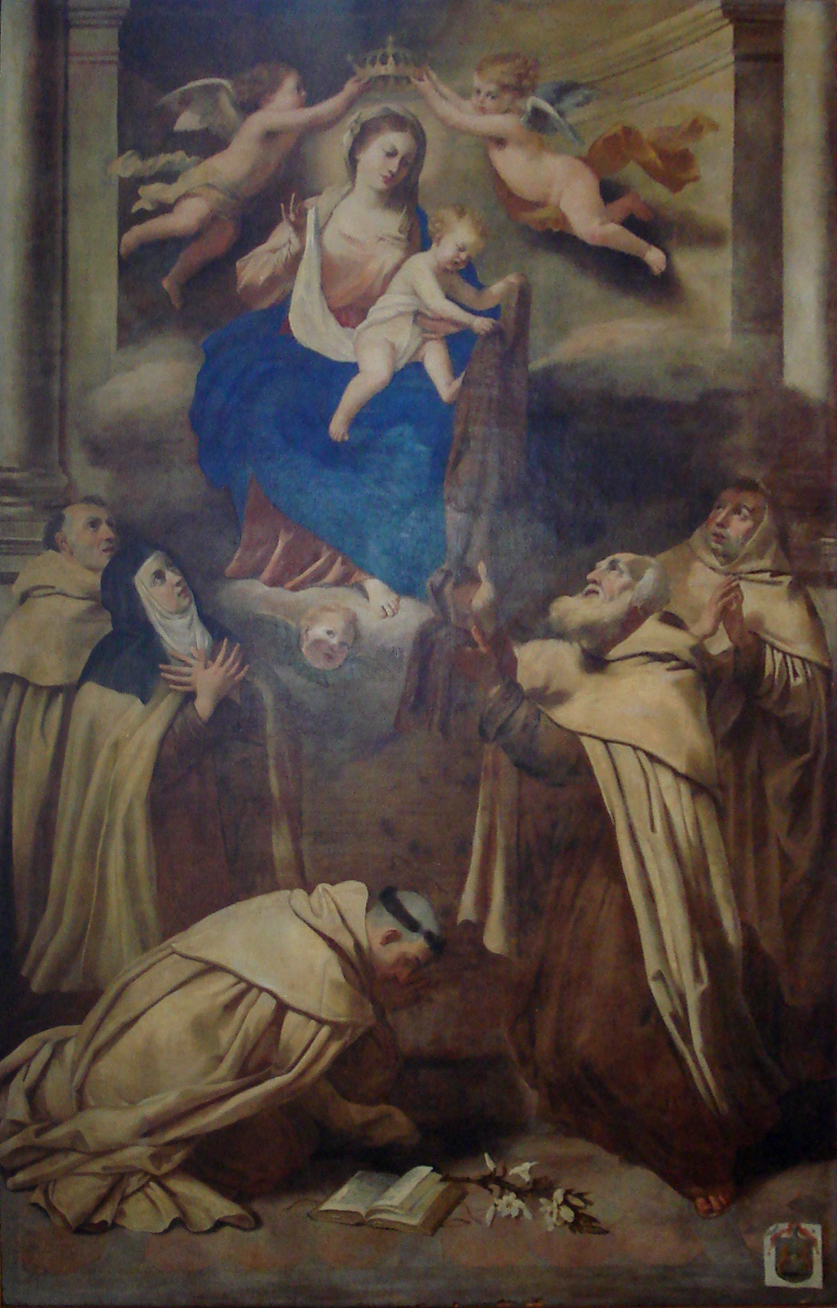
Remise du scapulaire à saint Simon Stock (par Antonio Alberti).

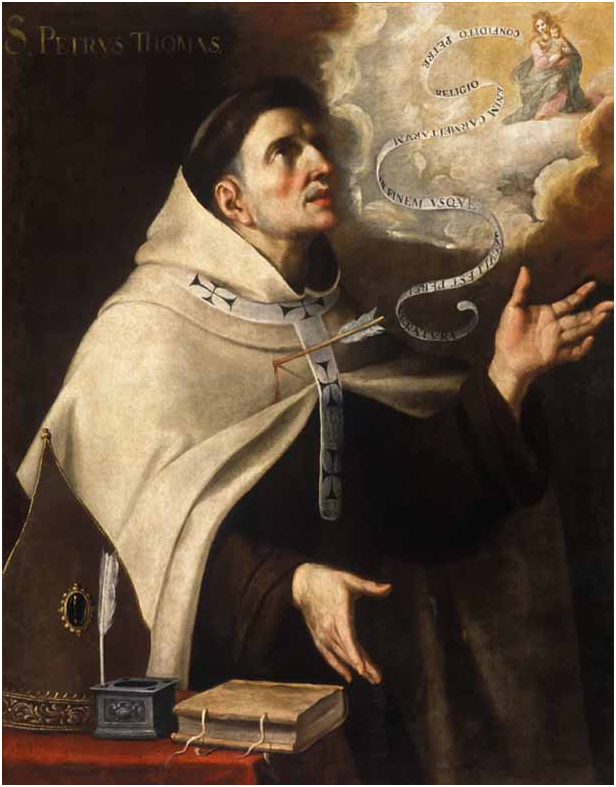
Saint Pierre Thomas (par Fray Juan del Santissimo Sacramento).

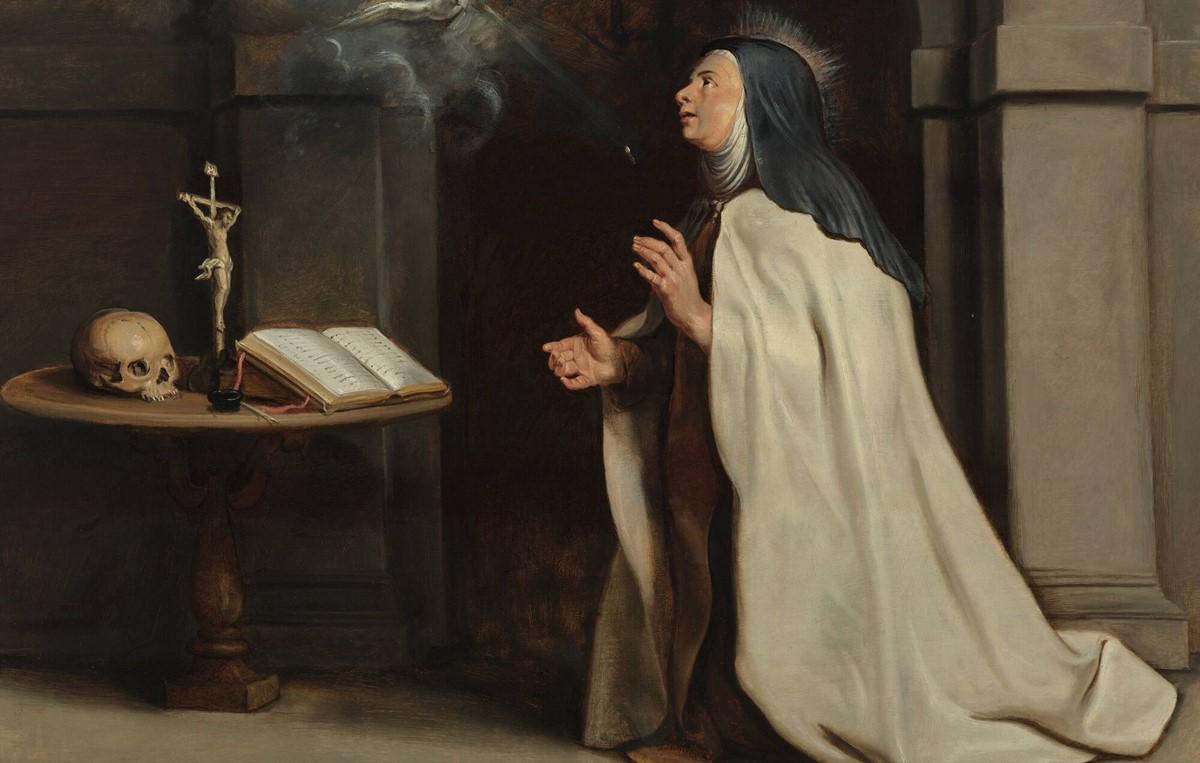
Sainte Thérèse d'Avila (par Rubens).

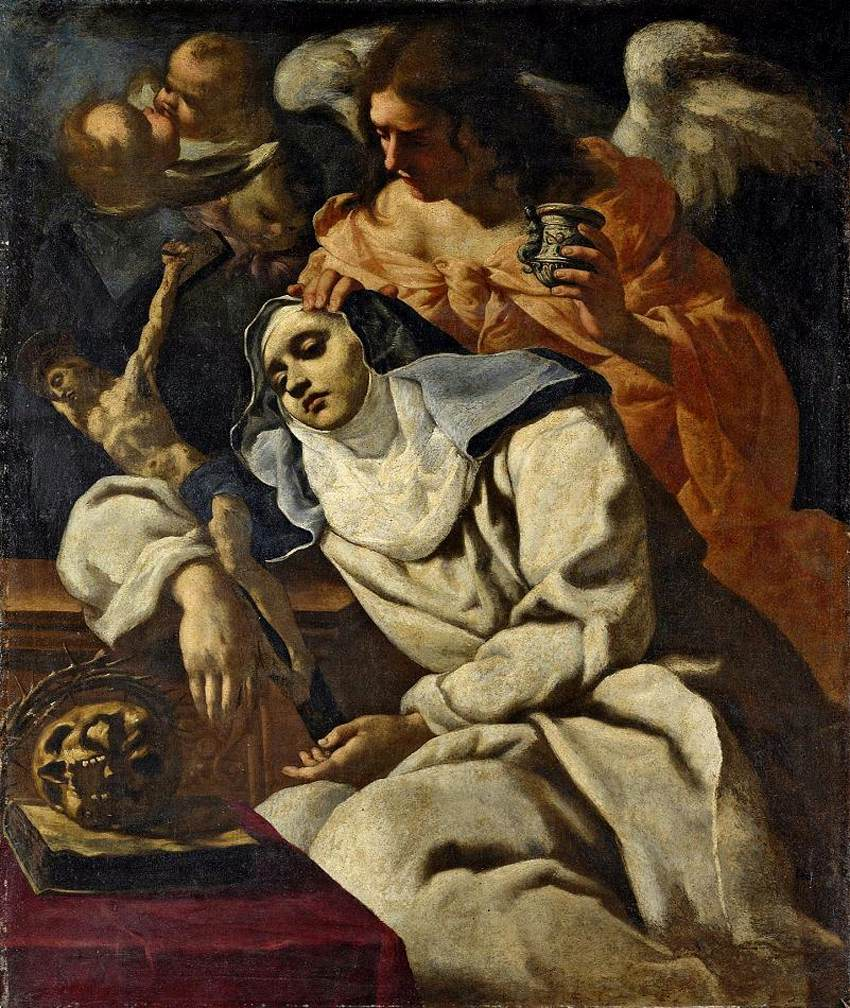
Sainte Marie-Madeleine de Pazzi (par Alessandro Rosi)

Daniel van Audenaerde est né à Hamme (Belgique) en 1615. Il fait profession chez les carmes de Gand en 1632, à l'époque où la Réforme de Touraine gagne les Flandres. Figure éminente de ce mouvement de retour à la stricte observance et à l'idéal contemplatif, il est nommé maître des novices en 1642, prieur de la communauté de Bruxelles en 1649, puis du couvent de Malines, avant de devenir provincial en 1652 et 1663. Il décède à Anvers, le 24 octobre 1678.

## Postérité
Les deux œuvres principales de Daniel s'inscrivent dans le mouvement de retour aux sources spirituelles, engagé par la Réforme de Touraine. Il s'agit, en effet, d'une histoire de l'ordre intitulée Vinea Carmeli et publiée à Anvers en 1662, et d'une compilation de documents anciens et de textes spirituels carmélitains, éditée en deux in folios, dans la même ville, en 1680, sous le titre Speculum Carmelitanum. L'essentiel de son travail concerne cependant l'hagiographie du Carmel, à laquelle il ne consacra pas moins de vingt ouvrages. Dans ce domaine, contrairement aux bollandistes, avec lesquels les carmes étaient entrés en conflit, Daniel ne privilégie pas la recherche critique, même si une certaine préoccupation de la vérité lui attira l'amitié et l'estime de Daniel van Papenbroeck. On retiendra particulièrement son intérêt pour saint Pierre Thomas, figure archétypale de la dévotion mariale carmélitaine, mise à l'honneur, à l'époque, par Michel de Saint-Augustin et Thomas de la Vierge. Hagiographe de sa famille religieuse, Daniel profite de ses livres pour disserter sur les vertus morales et spirituelles, ou encore sur le scapulaire. L'accent mis sur la vie intérieure par la Réforme de Touraine, imprègne d'ailleurs le reste de ses écrits : une série d'opuscules ascétiques qui ont bénéficié d'un certain succès en leur temps. Parmi ceux-ci, le Gulde Biecht-konste, adaptation du Miroir du pénitent du franciscain Leutbrewer, a connu huit éditions à partir de 1647. Quant au Konste der konsten, publié à Anvers en 1646, il se présente comme un traité sur l'oraison à l'école de la réformatrice espagnole, Thérèse d'Avila. L'auteur y envisage la prière en général, puis l'oraison intérieure et ses épreuves, enfin la contemplation dite infuse, considérée comme le développement classique de la vie spirituelle. À cet effet, il utilise les autorités de Marie-Madeleine de Pazzi, François de Sales et Alphonse Rodriguez, trois maîtres que l'on retrouve également chez son confrère Marius de Saint-François. Il s'inspire également de Louis de Blois, signe supplémentaire de la persistance chez les carmes belges du XVIIe siècle, d'une tradition héritée de la Mystique rhéno-flamande.

## Œuvres
- Konst der konsten, Anvers 1646.
- Gulde Biecht-konste, Bruxelles, 1647. Traduction française : Excellente et facile méthode pour se préparer à la confession, Bruxelles, 1683.
- Ars bene moriendi, Bruxelles, 1649.
- Scala virtutum quibus tanquam gradibus ad supremum perfectionis fastigium conscendit, Anvers, 1659.
- Dissertatio apologetica pro revelatione et sponsione SS. Virginis Deiparae Mariae facta S. Petro Thomasio, Anvers, 1659.
- Epitome vitae S. Petri Thomasii, Anvers, 1659.
- Vinea Carmeli seu historia Ordinis, Anvers, 1662. Traduit et abrégé en flamand : Wijngaert van Carmelus oft kort begrijp..., Bruxelles, 1666.
- Vaticinia exarata in vita S. Angeli, Bruxelles, 1665.
- Vita S. Petri Thomae, Anvers, 1666.
- Onderwijs tot een Godvruchtig Leven ende Zalighe Euwigheyt, Anvers, 1668.
- Gheesthycken A. B. C. bestaende in meditatien over het leven en de laatste passie van Jesu Christi, Anvers, 1669.
- Phoenix speculorum... S. Elias, Francfort, 1670.
- Origo, privilegia, vera et solida devotio sacri scapularis, Anvers, 1673.
- Speculum Carmelitanum, Anvers, 1680.

### Œuvres
Rumoldus a S. Elia (édit.), Het gebed of de kunst der kunsten, Bruges, 1938.

### Études
- Eu. de Seyn, « Van Audenaerde (Daniel) », Dictionnaire biographique des Sciences, des Lettres et des Arts en Belgique, Éditions L'Avenir, t. II,‎ 1936, p. 983, col. 2.
- V. Hoppenbrouwers, Dictionnaire de spiritualité ascétique et mystique, t. III, Paris, Beauchesne, 1967, p. 19-20 : Daniel de la Vierge-Marie.